# Bonya Wangoko
Bonya Wangoko er en dansk dokumentarfilm fra 2013 instrueret af Nanna Katrine Hansen.

## Handling
Filmen handler om den tanzanianske dansegruppe Bonya Wangoko og deres besøg i Danmark i sommeren 2011.